# Rec.Sport.Soccer Statistics Foundation
A Rec.Sport.Soccer Statistics Foundation (RSSSF) egy a labdarúgással kapcsolatos adatokat, információkat, statisztikákat gyűjtő, és ezeket egy archívumban elhelyező szervezet.
A szervezetet 1994 januárjában hozta létre a rec.sport.soccer (RSS) USENET három tagja: Lars Aarhus, Kent Hedlundh és Karel Stokkermans. Eredetileg North European Rec.Sport.Soccer Statistics Foundationként volt ismert, de a földrajzi szűkítést kivették a névből, mivel más régiókból is léptek be tagok.
Napjainkban az RSSSF-nek nagyszámú munkatársa van a világ minden tájáról, és hat projektje fut. A projekt tartalmazza Albánia, Brazília, Norvégia, Románia és Uruguay labdarúgására vonatkozó adatokat.
A szervezet évekig szorosan összefüggött az RSS újságfórummal, és még most is folytatják az archiválást (utolsó frissítés 2003. június 15-én).